# Гіллсборо (Вісконсин)
Гіллсборо (англ. Hillsboro) — місто (англ. city) в США, в окрузі Вернон штату Вісконсин. Населення — 1397 осіб (2020).

## Географія
Гіллсборо розташоване за координатами 43°39′19″ пн. ш. 90°20′10″ зх. д. / 43.65528° пн. ш. 90.33611° зх. д. (43.655314, -90.336042).  За даними Бюро перепису населення США в 2010 році місто мало площу 3,66 км², з яких 3,55 км² — суходіл та 0,11 км² — водойми.

## Демографія
Згідно з переписом 2010 року, у місті мешкало 1417 осіб у 587 домогосподарствах у складі 366 родин. Густота населення становила 387 осіб/км².  Було 662 помешкання (181/км²).
Расовий склад населення:
| - 98,0 % — білих - 0,3 % — азіатів - 0,2 % — чорних або афроамериканців |

До двох чи більше рас належало 1,1 %. Частка іспаномовних становила 2,3 % від усіх жителів.
За віковим діапазоном населення розподілялося таким чином: 26,9 % — особи молодші 18 років, 54,7 % — особи у віці 18—64 років, 18,4 % — особи у віці 65 років та старші. Медіана віку мешканця становила 38,4 року. На 100 осіб жіночої статі у місті припадало 92,8 чоловіків;  на 100 жінок у віці від 18 років та старших — 85,0 чоловіків також старших 18 років.
Середній дохід на одне домашнє господарство  становив 52 642 долари США (медіана — 42 946), а середній дохід на одну сім'ю — 66 235 доларів (медіана — 66 875). Медіана доходів становила 41 176 доларів для чоловіків та 31 375 доларів для жінок. За межею бідності перебувало 11,3 % осіб, у тому числі 10,5 % дітей у віці до 18 років та 21,7 % осіб у віці 65 років та старших.
Цивільне працевлаштоване населення становило 701 особа. Основні галузі зайнятості: освіта, охорона здоров'я та соціальна допомога — 25,2 %, виробництво — 19,1 %, роздрібна торгівля — 13,0 %, мистецтво, розваги та відпочинок — 9,1 %.